# Galeus mincaronei
Galeus mincaronei е вид хрущялна риба от семейство Scyliorhinidae. Видът е световно застрашен, със статут Уязвим.

## Разпространение
Разпространен е в Бразилия (Рио Гранди до Сул и Санта Катарина).